# Ernst Zeno Ichenhäuser
Ernst Zeno Ichenhäuser (* 3. Juni 1910 in Olching bei München; † 21. Januar 1998 in Berlin) war ein deutscher Schriftsteller und Journalist.

## Leben
Ernst Zeno Ichenhäuser war der Sohn der jüdischen Kunstmalerin und Schriftstellerin Auguste (Guste) Ichenhäuser. Er wuchs in München auf, war katholisch getauft, wurde in den Matrikeln seiner Gymnasialzeit jedoch als „freireligiös“ geführt. Zum Schuljahr 1920/21 in die 1. Klasse des Maximiliansgymnasiums in München eingetreten legte er hier 1929 erfolgreich die Abiturprüfung ab. Er studierte Nationalökonomie (Volkswirtschaft) an der Ludwig-Maximilians-Universität in München und schloss sich hier bereits 1929 der kommunistischen Bewegung an. Er war Mitglied des KJVD und der KPD. Bei Alfred Weber und Werner Sombart setzte er sein Studium an der Berliner Humboldt-Universität fort. Er war als Volksschullehrer und seit 1932 in der Jugendarbeit der KPD in Berlin tätig. Nach der Machtübernahme durch die Nationalsozialisten wurde er 1933 verhaftet und ins Zuchthaus Plötzensee verbracht. 1935 entlassen ging er zunächst mit der Mutter nach Prag. Dort trat er 1938 in die Emigrantenorganisation Freie Deutsche Jugend ein. Auguste Ichenhäuser wurde verhaftet und deportiert; sie starb 1943 im Konzentrationslager Theresienstadt. Ernst Zeno Ichenhäuser gelang die Flucht nach England, wurde 1940 als „Feindlicher Ausländer“ interniert und für ein Jahr nach Kanada deportiert. Nach der Rückkehr nach London war er dort handwerklich tätig. Parallel dazu wirkte er als Redakteur der Zeitung der Freien Deutschen Jugend. 1942 nahm er an einer Internationalen Jugendkonferenz in London teil.
Zusammen mit seiner Frau Anneliese begab er sich 1946 von London nach Ost-Berlin, wo er Redakteur der Zeitschrift „die neue schule“ und anschließend Leiter der Zeitschrift „Elternhaus und Schule“ wurde, während seine Frau sowjetischen Offizieren deutschen Sprachunterricht gab und seit 1950 ebenfalls journalistisch tätig war. Er war Mitglied der SED.
Nach der Wiedervereinigung trat Ichenhäuser in die PDS ein.
Ichenhäuser schrieb politisch und sozial engagierte Artikel für Zeitschriften und Bücher für Jugendliche und Erwachsene, die in der DDR veröffentlicht wurden. Sein Lebensbericht Wenn möglich – ehrlich erschien 1997 in Berlin und wurde mehrfach neu aufgelegt.

## Werke
- Erste Erfahrungen. Erfolge und Mängel bei der Verbindung von Unterricht und Zweijahresplan, in: die neue Schule 1949, 9, S. 2–4[6]
- Wenn einer eine Reise tut. Mit Zeichnungen von Ernst Jazdzewski. Kinderbuchverlag Berlin 1954
- Das Elternaktiv. Für Elternbeirat und Elternaktiv. VEB Volk und Wissen, Berlin 1972
- Erziehung zum guten Benehmen. VEB Volk und Wissen, Berlin 1983
- Wenn möglich – ehrlich. Lebensbericht von einem, der auszog, Revolution zu machen. Berlin 1997